# Abdij Weingarten
De Sint-Martinusabdij van Weingarten is een Duitse benedictijnerabdij in Weingarten (Württemberg).

## Geschiedenis

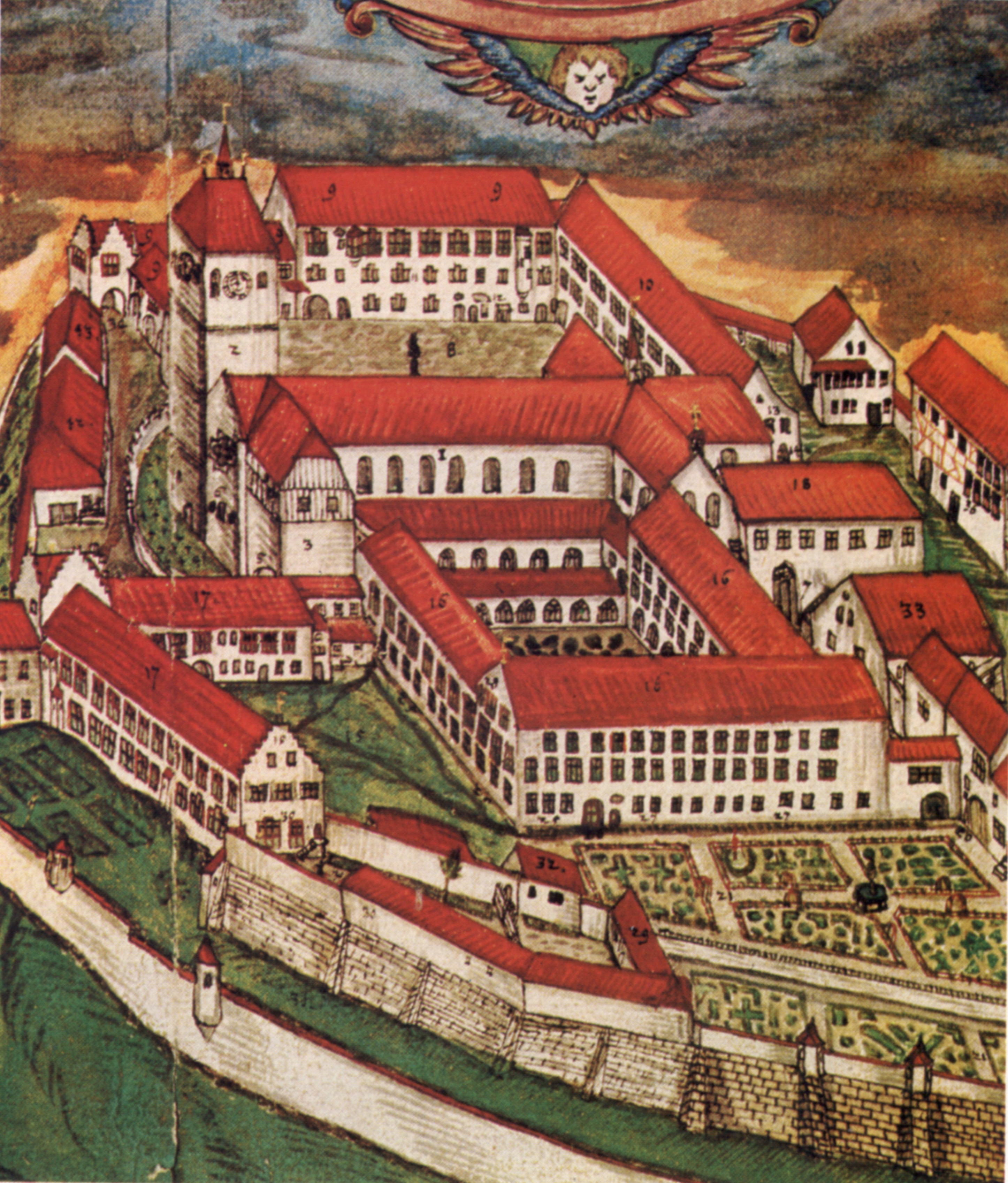
Abdij Weingarten in 1627

In de eerste helft van de tiende eeuw stichtten de Welfen een vrouwenklooster bij het dorp Altdorf. Na de brand van 1053 werd deze abdij voor benedictinessen verplaatst naar de Martinsberg en Weingarten genoemd. 
In 1056 werden de nonnen vervangen door monniken uit Altomünster.
Op zijn laatst in 1191 kwamen dorp en klooster aan de Hohenstaufen. Zowel de Welfen als de Hohenstaufen hebben het klooster veel goederen geschonken. Zo liet Judith van Vlaanderen, de echtgenote van hertog Welf I, in 1094 naast enkele verluchte handschriften een relikwie van het Heilig Bloed na aan de abdij.
In 1268 werd het klooster volgens een vermelding uit 1274 rijksonmiddellijk.
In 1419 liet de abt het nonnenklooster in Hofen bij Friedrichshafen opheffen. De rijke bezittingen werden verenigd met die van Weingarten.
Het dorp Altdorf werd de bestuurszetel van de landvoogdij Opper-Zwaben, die ook de protectie van het klooster uitoefende. De landvoogdij kwam in 1486 in handen van Oostenrijk, zodat de abdij het risico liep de rijksvrijheid kwijt te raken. Verdragen van 1531 en 1533 wisten dit te voorkomen. Een groot deel van het gebied bleef wel onder het gezag van de landvoogdij.
In 1614 werden de heerlijkheid Blumenegg en St. Gerold gekocht van de graaf van Sulz-Klettgau. St. Gerold werd in 1648 verkocht aan de abdij van Einsiedeln. In 1685/1740 werd de halsheerlijkheid als rijkspand verworven. De bezittingen in de Vintschgau in Zuid-Tirol gingen in 1694 verloren. De bezittingen in Hofen werden in 1702 omgezet in een prioraat. De tot de rijksridderschap behorende heerlijkheid Brochenzell werd in 1721 verworven van de familie Van Humpis. Brochenzell, tegenwoordig een deel van de gemeente  Meckenbeuren, vormde een exclave.
In de Reichsdeputationshauptschluss van 25 februari 1803 werd Weingarten met Hofen in artikel 12 toegewezen aan de vorst van Nassau-Dillenburg, niemand anders dan de prins van Oranje. Als heerlijkheid Weingarten ging het deel uitmaken van het vorstendom Nassau-Oranje-Fulda. 
Op 23 juni 1804 werd een verdrag met Oostenrijk gesloten. De vorst stond aan Oostenrijk af tegen een jaarrente: de rijksheerlijkheden Blumenegg en St. Gerold, verder de Pflege Bandern, de heerlijkheid Liebenau, de exclaves in het graafschap Tettnang van het ambt Bodenegg, de voogdij Hofen aan de Bodensee, de hoven in het dorp Bayenfurt en het ambt Ausnang.
Artikel 24 van de Rijnbondakte van 12 juli 1806 stelde de heerlijkheid Weingarten met uitzondering van de heerlijkheid Hagnau onder de soevereiniteit van het koninkrijk Württemberg: de mediatisering. De heerlijkheid Hagnau werd onder de soevereiniteit van het groothertogdom Baden gesteld.
Ook de niet-soevereine rechten verloor de prins echter wegens zijn pro-Pruisische houding. In november werd er beslag gelegd op zijn bezittingen en in 1808 werden ze hem ontnomen.
In 1940 werden de monniken uit de abdij gedreven door de nationaalsocialisten. In 1953 zijn er opnieuw benedictijnen gekomen. Weingarten ressorteert onder de congregatie van Beuron.

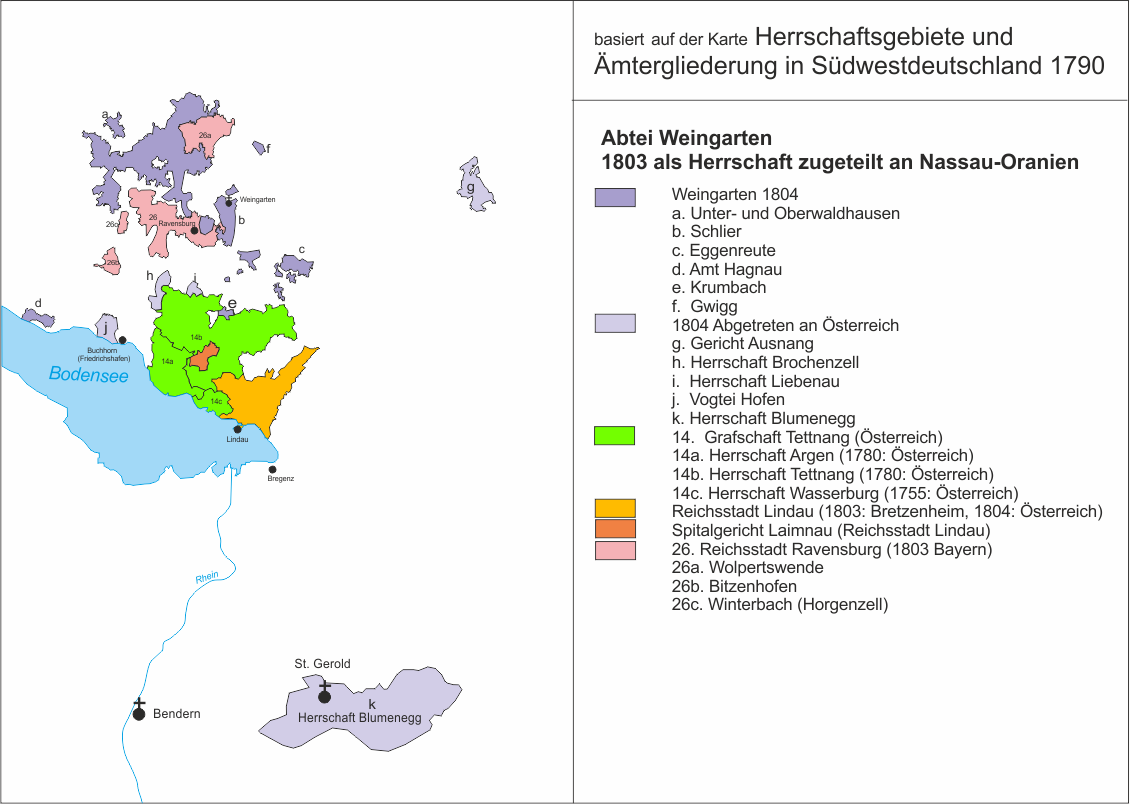
kaart van de abdij Weingarten en enige naburige gebieden

## Gebied

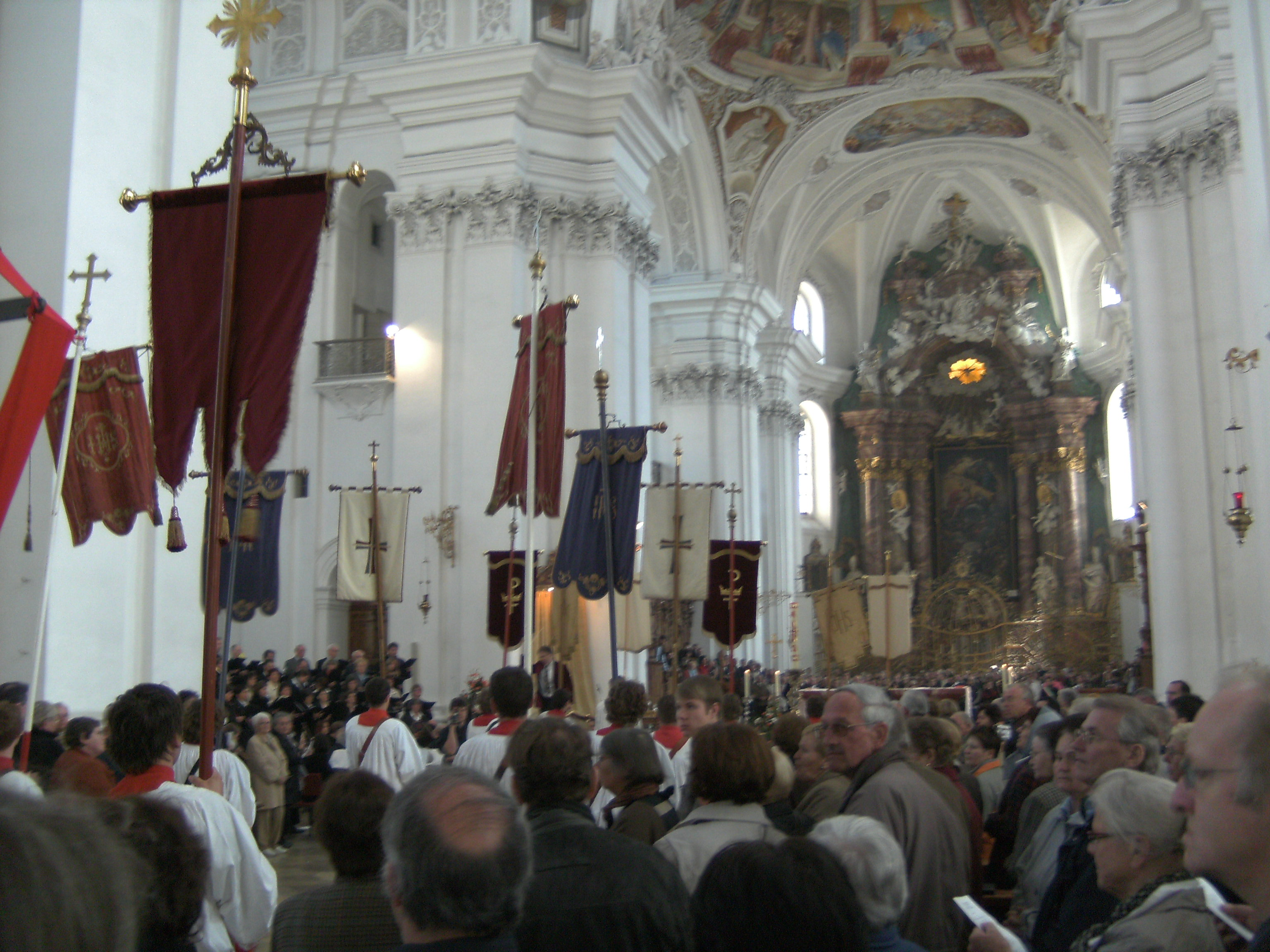
De Sint-Martinusbalsiliek tijdens de Blutritt

Weingarten was een tot de Zwabische Kreits behorende abdij binnen het Heilige Roomse Rijk. Het gebied omvatte:
- de heerlijkheid Blumenegg
- de heerlijkheden Brochenzell en Liebenau
- de gerechten Auswang en Waldhausen
- de ambten Hagnau, Hasenweiler, Esenhausen, Frohnhofen, Blönried, Blitzenreute, Aichach, Bergatreute, Schlier, Bodnegg, Karsee
- de tiendambten aan beide zijden van de Schussen
- het prioraat Hofen aan het Bodenmeer

## Abdij en kerk
De gebouwen van de abdij zijn in de achttiende eeuw herbouwd in barokstijl. Bijzonder is het Gabler-orgel. Het telt 6631 pijpen, 63 registers, vier manualen en een vrij pedaal.

## Heilig Bloed
De abdijkerk is een basiliek en een bedevaartsoord vanwege een relikwie van het Heilig Bloed en jaarlijks is er een paardenprocessie met dit relikwie, de Blutritt.